# L. A. Noire
 (: ; ч. „ел-еј ноар”) неоноарска је детективска акцијско-авантуристичка видео-игра коју је развио Тим бондај и издао Рокстар гејмс. Првобитно је објављена за платформе PlayStation 3 и Xbox 360, 17. маја 2011. године; верзија за Windows изашла је касније, 8. новембра 2011. године. L.A. Noire је игра смештена у Лос Анђелес године 1947, а играча — који контролише полицајца односно детектива Полиције Лос Анђелеса (LAPD) — изазива да реши низ случајева широм пет управа полиције Града анђела. Играчи морају истраживати преступе закона тражећи доказе на месту злочина, а потом пратећи трагове и испитујући осумњичене решити случај; успех играча у овим активностима утиче на ток истраге, а самим тим и коначни успех за који се добија оцена (од једне до пет звездица).
Игра се у великој мери ослања на својства и естетске елементе филм ноара (стилистички црно-бели филмови који су постали популарни четрдесетих и педесетих година 20. века и који деле сличан визуелни стил и тему, укључујући криминал и моралну недоумицу), а инспирацију за случајеве које играч решава добија и из случајева криминала из стварног живота — засновано на ономе што су медији Лос Анђелеса објављивали 1947. године. Игра користи карактеристичну палету боја, а како би се у потпуности испоштовао назив односно филмски ноар доступна је опција да се игра у црно-белом окружењу. Различити и веома бројни елементи радње односе се на главне теме детективских и мафијашких прича; најбољи примери су филмови Голи град (енгл. The Naked City), Кинеска четврт (енгл. Chinatown), Недодирљиви (енгл. The Untouchables), Црна Далија (енгл. The Black Dahlia) и Поверљиво из Л.А.  (енгл. L.A. Confidential).
L.A. Noire је препознатљив по коришћењу Депт аналисисове новоразвијене технологије „Мошонскен” (енгл. MotionScan), где се глумци који играју ликове у игри са 32 камере снимају из различитих смерова како би се ухватили изрази лица те други покрети тела из сваког угла и тако постигла што већа реалистичност. Технологија се користи као главно средство које омогућава спровођење успешног испитивања/саслушавања сведока, зато што играчи морају обратити пажњу на реакције осумњичених после постављеног питања да би одредили да ли говоре истину, не говоре довољно или пак лажу. L.A. Noire је била прва видео-игра представљена на Филмском фестивалу „Трајбека” (енгл. Tribeca Film Festival). Након издавања, игра је добила велико признање за напретке у приповедању и технологији анимације лица. До фебруара 2012. године, и рачунарска и конзолска верзија достигла је укупну испоруку од скоро 5 милиона копија.

## Играње
је акцијско-авантуристичка неоноарска криминалистичка игра која се игра из перспективе трећег лица. Играчи решавају случајеве (енгл. cases) — линеарни сценарији са постављеним циљевима — како би напредовали кроз главну причу игре. Такође је доступан мод у ком се играчима омогућава фри-ром отвореног света. У овом моду, играчи могу да се укључе у опционе активности односно да решавају случајеве уличног криминала, проналазе скривене аутомобиле, откривају нове знаменитости града и сл.; у виртуелном свету могу да се посете разна градска обележја, од којих је свако засновано на стварним споменицима из Лос Анђелеса ’40-их.
Радња игрице се одвија у граду Лос Анђелесу, у години 1947, а играчима је у руке дата контрола над полицајцем/детективом/истражитељем Анђеоске полиције по имену Кол Фелпс. Игра почиње са Фелпсом и његовим првим партнером Ралфом Даном, који у униформи патролџије од полицијског диспечера (KGPL, ч. „кеј-џи-пи-ел”) прима обавештење о интервенцији кода II, после чега услеђује истраживање места злочина и праћењем трагова успешно решавање прве и најлакше интервенције јунака Фелпса. Након овог случаја, игра аутоматски учитава следеће случајеве, а како их Фелпс решава радња се развија и све више заплиће; у току ове каријере, Фелпс напредује кроз полицијске управне бирое (одељења, дескови), од којих је најнижи онај почетни, патролни (енгл. Patrol Desk) односно саобраћајни (енгл. Traffic Desk), после ког следе одељења за убиства (енгл. Homicide Desk), пороке и наркотике (енгл. Vice Desk) те подметање пожара (енгл. Arson Desk). Сваки деск даје играчу новог партнера, који са Фелпсом сарађује на поједином случају; избор је у зависности од типа прекршаја, а Фелпс има могућност да тражи савет од свог партнера када не зна шта даље, да га замоли да вози уместо њега ако не жели да буде за воланом итд. После успешног решавања случаја који је додељен Фелпсу и његовом партнеру, играч добија извештај о успешности у решавању тог случаја, при чему се у обзир узима број пронађених доказа, број правилно спроведених испитивања односно процена при испитивањима и саслушавањима сведока, али и начин на који Фелпс делује у спољном свету (на пример, као негативна вредност на коначни салдо додаје се сваки удес направљен при вожњи или свако насртање на невине пролазнике и грађане, о чему се даје извештај у три аспекта: штета на возилима, повреде и штета причињена граду); на крају се даје финална оцена, у распону од једне до пет звездица. У неким од случајева, када играчи траже доказе могу да пронађу и новине; поред читања дела приче са насловнице новина, такође је могуће приступити кратком филму у ком се покрива део приче из игре или пружа флешбек до догађаја из рата којих се присећа главни јунак игре). При крају последњег деска, играчи престају да управљају Колом Фелпсом, а у руке им се даје контрола над приватним истражитељем Џеком Келсоом, који до краја игре — између осталог — користи као играчки лик, углавном зато што је Фелпс суспендован услед непрописног љубавног односа са једном од особа од важности за случај (Елса Ликтман). Иако је различитог изгледа и личности, Келсо се контролише идентично као и његов пријатељ Фелпс.
Игра спаја елементе истраживања са кратким акцијским секвенцама, укључујући потере, борбе, пуцњаве и испитивања. Играчи користе борбу прса-у-прса и различита ватрена оружја за суочавање са непријатељима, а могу да ходају, трче, скачу и користе возила за навигацију светом. У борби је могуће користити аутоматско циљање и системе скривања као помоћ при борби са непријатељима. Када је један од виртуелних ликова повређен, његово здравље се постепено повраћа на првобитно стање. Оружје може да се користи искључиво у одабраним приликама, као што су обрачуни ватреним оружјем; напади на грађане оружјем, дакле, нису могући. При вожњи аутомобила, играч има прилику да користи само две перспективе/камере, што је такође приметан недостатак. Могуће је прескочити вожње до локација од важности позивајући партнера за вожњу; када Фелпс одабере неприкладно возило (као што је велики камион, доставно возило или ватрогасна/амбулантна кола), његов партнер даје саркастичан коментар у ком му поручује да би требало да се возе у једном од полицијских или других обичних возила (користећи значку могуће је „посудити” возило од грађана, што се не рачуна као минус за ремећење јавног реда и мира). Фелпс од свог партнера може увек да тражи помоћ при навигацији, после чега ће му овај рећи да ли да на следећој раскрсници настави право, скрене лево или скрене десно. Ако Фелпс прави неред дивљачком вожњом, партнер му такође даје саркастичне коментаре и упозорава га да вози нормално, а и сами грађани се жале уколико их Фелпс повреди. При проласку поред становника, они с поштовањем дају позитивне коментаре о агенту Фелпсу помињући неке од случајева које је решио. Поред случајева главне приче у игри којих је укупно 21, могуће је: учествовати у решавању случаја на ком се врши невезаних 40 опционих споредних истрага уличног криминала (енгл. Street Crimes), видети 30 градских знаменитости (енгл. Landmarks), пронаћи 50 филмских калема (енгл. Film Reels), возити у у галерији по проналаску на преглед доступних 95 врста возила (енгл. Vehicles), прочитати 13 различитих издања најзаступљенијег штампаног медија (енгл. Newspapers), у току истрага открити преко 300 доказа, пењати се кроз 20 нивоа искуства, те добити и до 50 признања за различита постигнућа. У интерфејсу су доступне комплетне статистике о овим елементима игре, као и многим другим корисним подацима намењеним за самопроцену.
Осумњичени и сведоци у случајевима могу да се испитују како би се прикупиле информације; када онај ког се интервјуише одговара, играч може да одабере једну од три могућности: да верује особи коју испитује у случају ако је задовољан његовим/њеним одговором и жели да та особа настави са пружањем корисних чињеница (опција енгл. Truth), да искритикује особу коју испитује исказујући незадовољство добијеним одговором јер испитаник или скрива нешто или једноставно зна нешто корисно али то не жели рећи (опција енгл. Doubt), те да оптужи особу коју испитује да лаже јер има један доказ којим може да подупре ту своју оптужбу упркос незадовољству које испитаник исказује јер нешто очигледно таји (опција енгл. Lie). Када Фелпс (или Келсо) оптужи свог испитаника да лаже, неопходно је да у својој црној теци одабере један од доказа које је до тада пронашао како би особи дао до знања да је његова оптужба основана. Од оптужбе се може одустати ако се играч увери да нема адекватног доказа који ће подржати агентову тврдњу, после чега се лик који интервјуише извињава испитанику једним од неколицине насумично генерисаних изговора. Када играч одабере правилно прву или другу или трећу опцију са валидним доказом као аргументом, питање у црној теци се прецртава, поред ставља квачица и на прикладну страницу додају нови докази; ако се направи погрешан одабир, питање у црној теци се прецртава, поред ставља иксић и на прикладну страницу не додају нови докази. При испитивању два осумњичена лица у полицијској станици, играч мора на основу прикупљених доказа у току целе истраге, укључујући и испитивање тих осумњичених, да одлучи кога ће послати иза решетака; оптуживање погрешне особе утиче на реакције командира и финални рејтинг успешности истраге. Играч има опцију да прескочи неке од акцијских секвенци и настави путовање кроз „прелазак” игре, и то након трећег омашивања. На самом почетку приказује се двоминутни уводни видео, а после тога аутоматски почиње прва истрага; није могуће одабрати тежински ниво игре, већ само у подешавањима одабрати да ли играч жели да му се сви докази експлицитно прикажу или не и сл. Фри-ром мод по имену „Улице Ел-Еја” (енгл. The Streets of L.A.) откључава се тек по преласку свих случајева на једном од полицијских одељења, осим за патролно. У овом моду, играч и његов партнер могу да слободно лутају улицама Града анђела; при томе се пружа могућност поновног решавања или решавања преосталих случајева уличног криминала, откривање и посећивање главних обележја града Лос Анђелеса, проналажење скривених возила означених на увек доступној мапи, откривање различитих беџева односно значки, пењање по неким зградама или једноставно возикање градом и слушање радио-програма који се у стварности емитовао давне 1947. године у Великој наранџи.

## Радња
По завршетку Другог светског рата, Кол Фелпс (Арон Статон) — награђивани ветеран Пацифичке кампање, припадник Маринског корпуса Сједињених Држава — враћа се у Лос Анђелес (Калифорнија, САД), да би ту живео са својом породицом и радио као патролџија у Полицији Лос Анђелеса. Радећи са својим партнером-патролџијом Ралфом Даном (Родни Скот), Фелпс решава случај убиства те тиме одушевљава своје надређене, који га потом унапређују у полицијског детектива. Радећи раме-уз-раме са Стефаном Бекауским (Шон Макгауан) као саобраћајац, а потом са Финбаром „Растијем” Галовејом (Мајкл Макгрејди) на убиствима, Фелпс стиче завидну репутацију за решавање тешких сличајева што га на крају води до вишег полицијског одељења — пороци и наркотици. Током своје службе, он се заљубљује у немачку лаунџ певачицу Елсу Ликтман (Ерика Хејнац) са којом убрзо упада у аферу. Још увек њему непознат, Рој Ерл (Адам Џ. Харингтон) — његов партнер на пороцима и корумпирани полицајац — користи ову информацију да би помогао неколико утицајних личности у граду, укључујућу шефа полиције, прикривајући велики скандал тако што у замену за место у синдикату познатом под именом „Фонд за поновни развој предграђа” (енгл. The Suburban Redevelopment Fund) — програму за развој и обнову који гради куће за ветеране-повратнике из Другог светског рата — Фелпса начини медијским жртвеним јарцем. Када се ова прељуба открије јавности, Фелпс бива осрамоћен и нечасно отпуштен из полиције, док његова супруга одлучује да је њен брак са човеком који има љубавницу завршен.
Пре него што му је снижен чин на истраживање подметнутих пожара, Фелпс је открио како је неколико маринаца његове бивше јединице било продавало морфинске сирете (енгл. morphine syrettes) украдене са брода СС Кулриџ (енгл. SS Coolridge) који их је довезао кући; касније се испоставило да је већину ових маринаца погубила мафија коју предводи Мики Коен (Патрик Фишлер), који је контролисао трговину дрогом и замерио се најјачој конкуренцији; већем делу украдене дроге губи се сваки траг до Фелпсовог уназађења. Док је истраживао два веома сумњива пожара са својим партнером Хершелом Бигсом (Кит Сарабајка) на оделу пожара, Фелпс уочава међусобну повезаност ових двају случајева те умешаност недавног пројекта за стамбену обнову, који предводи такође сумњива компанија „Елижан филдс” (енгл. Elysian Fields); међутим, Ерл га упозорава да ће морати да одустане од било каквог уплитања у послове тајкунског градитеља стамбених насеља, Лиланда Монроа (Џон Нобл). Тражећи неопходну помоћ у истрази деловања сумњивих субјеката, Фелпс саветује Елсу да одбије наизглед веома повољну исплату новца од животног осигурања да би заинтересовао свог старог друга — Џека Келсоа (Гил Макини), сада истражитеља који ради за помоћног окружног тужиоца —, након чега убрзо сазнаје да су Монро и његов бивши послодавац, власник компаније „Фајер ен лајф” (енгл. Fire & Life), укључени у синдикат тј. „Фонд за поновни развој предграђа”.
Келсо и Фелпс напослетку схватају из својих истрага да је фонд само завеса којом се прикрива његова права намера — превара Федералне владе Сједињених Држава (енгл. U.S. Federal Government). Синдикат који води неколико локалних бизнисмена, великодостојника, као и сам Монро и чак шеф полиције, сазнао је за предложену трасу ауто-пута „Витнал” који пролази Вилширским дистриктом града; они су, дакле, заједно купили ту земљу и предвођени Монроом одучили да ту граде нове заједнице тзв. „мечстик” кућа (енгл. matchstick — „стабљика шибице [поготово дрвене]”), док је „Фајер ен лајф” лажно тврдио да је земља много веће вредности него што јесте, знајући како ће влада за земљу платити колико год је потребно да би дошла до експропријације (енгл. eminent domain) која пролази преко исте. Додатне истраге откривају како је Кортни Шелдон (Чад Тодхантер), тврдоглави припадник корпуса бивше јединице Фелпса и Келсоа, био укључен у краћу морфина; остатак је доспео у руке његовог ментора и популарног психолога Харлана Фонтејна (Питер Бломквист), који га је распродавао како би финансирао фонд; Фонтејн убија Шелдона након сазнања да је овај почео да испитује планове синдиката. После обрачуна ватреним оружјем у Монроовој резиденцији, Келсо схвата да је синдикат користио бившег оперативца на пламенобацачу у јединици Фелпса и Келсоа да би им помогао у њиховим прљавим плановима. Овог оперативца, који је боловао од ПТСП-ја и шизофреније услед хотимичног убиства великог броја цивила по Фелпсовом наређењу током битке за Окинаву, несвесно је манипулисао Фонтејн да спаљује куће власника који су одбијали да исте продају синдикату; он је на крају потпуно полудео јер је схватио да је спалио кућу док је цела породица била унутра, иако то заправо није желео.
Пошто су сазнали да је оперативац Хогбум убио Фонтејна и киднаповао Елсу, Фелпс и Келсо га по великом пљуску прате до тунела Лос Анђелеса; унутра се пробијају кроз корумпиране полицајце и бандите који покушавају да их зауставе од излагања обмане синдиката целом свету. Како би им помогао, помоћник окружног тужиоца договара споразум са шефом полиције да његове илегалне активности остану испод тепиха, у замену за сведочење против других заверника синдиката и обећање да полицијски службеници више неће гањати Фелпса. Напослетку, пар спасава Елсу, Фелпс бежи са њом до излаза, а Келсо убија Хогбума како би га решио његове менталне агоније. Док вода надолази, тројка се мучећи да пронађе излаз из тунела довлачи пред отвор где су људи који им пружају руке. Фелпс брзо помаже волонтерима да подигну Келсоа кроз отворени шахт, али схватајући да неће моћи да спасе себе — изговара последње речи поздрава и растаје се са својим другом; бујица га односи у неповрат... Како је обмана разоткривена, неколико чланова Фелпсовог тима окупљају се на његовој сахрани; свако одржава свој говор у славу преминулог полицајца у служби, а Елса не могавши више слушати Ерлове речи огорчена напушта церемонију. Бигс се припрема да је испрати и успут добацује Келсоу како Фелпс никад није био његов пријатељ, с чим се Келсо слаже али и додаје како никад није био ни Фелпсов непријатељ.
Сцена ретроспекције у самом епилогу открива да је Келсо знао за украдени морфин и уплетеност Шелдона, након чега су они и остали маринци пронашли вишак утоварен на брод на ком су се враћали кући. Међутим, Келсо је одбио Шелдонов прљави предлог да продају дрогу заједно са осталим маринцима, говорећи му како ће сви они уколико се упусте у послове са профитирањем од дилања дроге да изгубе поштовање и углед које један маринац мора да има, тако покрећући остале заплете и стварајући комплетну фабулу игре.

## Развој
Тим бондај (енгл. Team Bondi) почео је да развија  по свом оснивању, 2004. године. У почетку је планирано да игрицу развије Сони компјутер ентертејнмент (енгл. Sony Computer Entertainment), али су издавачка права касније предана Рокстар гејмсу (енгл. Rockstar Games), септембра 2006. године. Иако је Тим бондај превидио развој, рад на игри је био подељен између Бондаја и више студија Рокстара смештених широм света. За разлику од осталих Рокстарових игрица, које покреће њихов власнички Рокстар напредни гејм енџин (енгл. Rockstar Advanced Game Engine), L.A. Noire користи други енџин, који укључује комбинацију хватања покрета лица и анимацијског софтвера. Игрица је препознатљива по томе што је прва на којој је примењена технологија „Мошонскен” (енгл. MotionScan), развијена од стране Депт аналисиса (енгл. Depth Analysis). „Мошонскен” функционише тако што снима правог глумца са 32 камере у окружењу да би ухватила изразе лица из сваког угла, што резултује у веома реалистичној рекреацији људског лица. Ова технологија се највише користи за покретање програма који генерише изразе лица, пошто се од играча тражи да користе реакције осумњичених на постављена питања и просуде да ли лажу или не. Процене аналитичара довеле су до тога да комбинација буџета развоја и маркетинга игре пређе невероватних 50 милиона долара, што ову игру чини једном од најскупљих икад направљених (налази се међу првих 50 на списку).
Игрица је смештена у 1947. годину у Лос Анђелес, а отворени свет моделован је управо у складу с тим. Да би се обликовао град, девелопери су користили снимке из ваздуха које је направио фотограф Роберт Спенс. Тим је такође користио фотографије да би дизајнирао узорке саобраћајница и трасе јавног превоза, као и локације и стање грађевина. Настојећи да реконструише тачан модел Лос Анђелеса из 1947. године, тим је користио и неке уметничке лиценце, као што је укључивање изгледа филмског сета за Д. В. Грифитову Нетрпељивост (енгл. Intolerance); сет је у стварности нестао 1919. године. Поред стварања виртуелне видео-реплике града онаквог какав је био 1947. године, сви случајеви у игри на којима су девелопери радили инспирисани су неким делом злочинима из стварног живота о којима су градски медији извештавали током ове године. Сваки од случајева у игри садржава најмање неколико елемената онога што се заиста десило и о чему је писано у новинским чланцима тог времена, а један од случајева за који су девелопери пронашли инспирацију је „Убиство са црвеним кармином” (енгл. Red Lipstick Murder). Случај додељен агентима у одељењу за убиства базиран је на чињеницама и елементима који су поменути у стварним чланцима о стварном злочину, нерешеном убиству Џин Френч, жене која је пронађена мртва у поптуно истом стању као и жртва представљена у видео-игри, укључујући и МО употребљен на жртви, државу у којој је тело остављено, поруку написану кармином пронађену на мртвом телу и то да је први осумњичени био муж жртве, с тим да се случај у игри разликује по томе што је затворен од стране главног протагонисте и што није постао изгубљен случај како се тим истражитеља ближио крају истраге.
После тајанственог процеса аудиције, Арон Статон и Гил Макини одабрани су да осликају протагонисте Кола Фелпса и Џека Келсоа, редом. Њихови перформанси снимљени су углавном користећи технологију за хватање покрета (енгл. motion capture technology).
Тим бондај свој први пројекат објављује октобра 2003. године, за „Сони платформу следеће генерације”. Макнамара годину после објављује да је пројекат у потпуности финансирао Сони компјутер ентертејнмент Америка. Име за игрицу није откривено све до 2005. године, када је издато саопштење да ће L.A. Noire бити ексклузивно пуштен у продају за PlayStation 3. Септембра 2006. године објављено је да ће се Рокстар гејмс побринути за издавање игрице. Дебитантски трејлер изашао је новембра 2010. године, попраћен видеом о закулисном развоју игрице објављеним следећег месеца. Игрица је пробила свој први заказани датум изласка 2008. године, када објављивање бива пролонгирано до септембра 2010. године у циљу омогућавања додатних финих радова. Овај рок је касније отказан за прву половину 2011. године, а потом тачније одређен када се објављује прецизнији датум — март 2011. године. Коначни датум изласка, 17. мај 2011. године, потврђен је нешто касније. Да би омогућио прелиминарну продају игре, Рокстар је сарађивао са неколико продавница које пружају овакве услуге наруџбина односно претпродајне бонусе.

### Музичка продукција
садржава оригинални албум. Албум игре обухвата све елементе, а најзначајније је упозоравање играча о одређеним аспектима при прелажењу и решавању случајева (пример је музика која сигнализује да је агент веома близу појединог доказа, који може а и не мора да буде користан). Као и остале игре које је издао Рокстар, L.A. Noire такође садржава лиценциране музичке нумере, које корисник чује преко радија у аутомобилу када вози један од двају главних јунака. Преко тридесет песама уметника као што су Били Холидеј, Луј Армстронг и Ела Фицџералд може да се чује и игрици. Да би успешно инкорпорисао нумере, тим је ангажовао Ендруа Хејла и Сајмона Хејла, као и Вудија Џексона, који су претходно сарађивали са тимом на стварању игре Red Dead Redemption (2010). Снимљен у Аби роуд студиосу (енгл. Abbey Road Studios), албум је инспирисан оркестарским нумерама из филмова четрдесетих година 20. века. Као додатак на оригинални албум и лиценциране нумере, игра такође садржи оригиналне снимке певача и певачица да би се добио аутентичан звук који одговара музичком идентитету из тог времена. Када је Рил тјуздеј велду (енгл. The Real Tuesday Weld) наручено компоновање оригиналних композиција, они су тражили вокале који би „евоцирали период”, у коначници се одлучивши за Немицу Клаудију Брикен. Снимају се три оригиналне [наново компоноване] вокалне нумере: [Увек убијам] Ствари које волим, Крива (енгл. Guilty) и Спаљена песма (енгл. Torched Song).
Албум игрице је на додели Бафте 2012. године освојио награду за Најбољи оригинални албум у категорији видео-игара.

### Додатни садржај
Неколико посебних случајева, колекционарских предмета и изазова за игру, неколико месеци по пуштању у продају изашло је као садржај за преузимање. „Голи град” (енгл. The Naked City) као самосталан случај у оделу порока објављен је 31. маја 2011. године, а његова радња око убиства депресивне манекенке која је са својим менаџером и још неколико људи била укључена у крађе накита од званица на забавама које је организовала жена њеног психијатра постигла је веома велик успех и интересовање. Случај је заснован на истоименом филму из 1948. године, режисера Џулса Дасина. „Омашка језика” (енгл. A Slip of the Tongue) излази 31. маја 2011. године и представља случај са саобраћајног одељења чија се радња фокусира на аутомобилску крађу. „Галваностегија Николсон” (енгл. Nicholson Electroplating) случај је одељења за подметнуте пожаре који је изашао 21. јуна 2011. године, базиран на стварној експлозији из 1947. године, када је у ваздух дигнута компанија „Галваностегија О’Конор” (енгл. O'Connor Electro-Plating). „Лудост марихуане” (енгл. Reefer Madness) у продају се пушта 12. јула 2011. године и представља случај са одељења порока који детективе води до откривања додатних завера око илегалних операција са цигаретама марихуане. „Конзулов аутомобил” (енгл. The Consul's Car) изашао је 26. јула 2011. као случај за саобраћајце и прати крађу аутомобила; првобитно објављен искључиво за северноамеричке верзије PlayStationа 3, касније је постао доступан за куповину и у Европи; у коначници излази и „Комплетно издање” (енгл. The Complete Edition). Сви предмети који су значајни у игри, прво као део садржаја прелиминарне наруџбе, после тога — 31. маја 2011. године — постају доступни и у форми садржаја за преузимање: пакет укључује два одела, „Бродерик” (енгл. The Broderick) и „Шарпшутер” (енгл. The Sharpshooter); два ватрена оружја, никловани пиштољ (енгл. Nickel Plated Pistol) и чикашки клавир аутомат (енгл. Chicago Piano Gun); те изазов сакупљања значки (енгл. The Badge Pursuit Challenge), где се од играча тражи да сакупе све значке разбацане по виртуелном окружењу.
Рокстар је 28. септембра 2011. године коначно издао саопштење о објављивању верзије за лични рачунар, са поднасловом „Комплетно издање” (енгл. The Complete Edition); ова верзија објављена је 8. новембра 2011. године. Садржавала је цео садржај за преузимање из оригиналних верзија. Побољшања укључују прераспоређивање контрола на тастатури и омогућавање боље контроле џојстиком, повећану веродостојност, графички напредак и подршку за стереоскопски 3Д. „Комплетно издање” недуго после тога постало је доступно и за конзоле, а ни пиратских верзија није мањкало.

## Критика
је добио генерално пожељан одзив по свом изласку. Од Метакритика је добио 89 поена од 100 за PlayStation 3 и Xbox 360 те свеукупну оцену од 83 процента за рачунарску верзију. ГејмРанкингс оценио је PlayStation 3 верзију са 88%, Xbox 360 верзију са такође 88% те рачунарску верзију нешто мањом оценом — 82%. L.A. Noire је добио веома позитивне критике за напретке који су постигнути у пољу нарације и технологије за анимацију лица.
Прву рецензију објавио је британски лист Гардијан, који је игру наградио максималном оценом и написао следеће: „Још од кад се открило како саставити пикселе тако да се добије нешто препознатљивије од ванземаљаца, индустрија игара је сањала о стварању нечега што ће бити изнад свег осталог — игрице коју је немогуће разликовати од филма, осим тога што можете контролисати главног лика. Са L.A. Noire, можда је управо, напослетку, пронађено отеловљење тог специфичног светог грала.”
Ај-Џи-Ен је игри дао 8,5 бодова од 10, са следећом изјавом: „L.A. Noire можда неће досегнути емоционалне висине игре као што је Heavy Rain, али је нешто што свако мора да испроба. Досеже високо и скоро успева у брилијантном новом типу нарације у видео-игри.” ГејмТрејлерс је оценио игру са 9,1 од 10, закључујући ово: „L.A. Noire вас ослобађа окова, испусти нешто паре услед понављања, али на крају дан учини успешним захваљујући својој суптилности, обраћању пажње на детаље и задивљујућој интеракцији ликова.” Керолин Петит из Гејмспота наградила је игрицу са 9 од 10 бодова, констатујући да „апсорбујуће истраге и опојни смисао за стил L.A. Noire чине незаборавним путовањем кроз гадну страну Града анђела”. Гејмзоун даје игрици 8,5 бодова од 10 са следећим образложењем: „Прича је интригантна, иако мало спора у почетку. L.A. Noire користи олд-скул приступ према својој нарацији. То је много спорији приступ, сличан оном у старијим филмовима, са огромним нагласком на детаље. Управо обраћање пажње на детаље поставља L.A. Noire у други кош у односу на остале игре и чини га угодним за играње.”
Еџ је похвалио технологију којом су креирана лица и истакао да док нема других великих аспеката игре који већ нису били урађени негде друго још боље, чињеница да је Тим бондај спојио заједно толико широк распон жанрова игрица као што је стиски, атмосферски и кохезивни манир представља постигнуће које је само неколицина девелопера успела да оствари. Џојстик је игрици дао оцену 9, наводећи да „L.A. Noire можда није увек ’забаван’ у традиционалном смислу, али такође није ни ’само забава’, тако да је резултат ове аспирације нешто што нико ко води рачуна о видео-играма не би требало да пропусти”.
Званични PlayStation магазин дао је оцену 9 од 10 и написао следеће: „На много начина, L.A. Noire је сличан Еј-Ем-Сијевим серијама... Споро је (из)грађен, али када се ’откачио’ нисмо могли да се заситимо довољно ове провокативне авантуре, са њеним неодољивим ликовима и иновативним играњем. Није савршена, али такође не личи ни на шта друго са ПС3 тренутно.” Званични Xbox магазин дао је оцену 8 од 10 и закључио своју рецензију следећим речима: „Да, мањкав је, али L.A. Noire је правцати детективски крими[налистички] трилер — истински дашак свежег ваздуха који цени нарацију и причу изнад свег осталог у времену када секвенце акције са сценаријем и онлајн ’детмеч’ управљају свиме. То је најближа ствар коју Xbox има у односу на PlayStationову јединствену авантуру Heavy Rain.” ГејмсМастер дао је игрици оцену од 92 процента и закључио како је L.A. Noire „Рокстаров најзрелији рад на развијању забавне игре са отвореним светом, у живот донесене са невероватном технологијом”.
Поред генерално позитивног одзива, неки критичари мисле да игра има превише беспотребних ствари у случајевима и да је играчу у руке дато премало контроле што у неким моментима засигурно игру чини смарајућом. Иако је Ван-ап игрици дао максималну оцену, упозорио је на постојање неких предугих сцена које се приказују у току игре, што у многим играчима може да изазове осећај губитка контроле над акцијом коју би управо играч требало да покреће лично.
Као одговор на негативне критике у којима се за тела ликова говори да су беживотна, упркос томе што је игрица користила хватање покрета, режисер и сценариста игре Брендан Макнамара у интервјуу за Јурогејмер рекао је следеће: „Људи су говорили да су људи мртви од врата надоле. То је зато што смо сву ову анимацију имали у пределу врата и сву ову анимацију у пределу лица, а одећа се не креће. Када дођете до нивоа када људи заправо могу да виде тај ниво реалистичности, тада људи очекују да виде одећу која ће се померати и остатак тела у покрету на начин који ми не можемо реплицирати у видео-играма.” У истом интервјуу, Макнамара је такође одговорио на питања о томе зашто Фелпс понекад одговара агресивним тоном при дијалогу током сцена испитивања осумњичених или сведока. „Смешно је. Много људи каже да се Арон претвара у психопату. Када смо оригинално написали игрицу, [реакције на] питања која сте постављали била су ’приволевање’, ’присиљавање’ и ’лаж’. Реч је заправо била о присиљавању зато што је то био нешто агресивнији одговор. То је начин на који смо то снимили. Али када је игра изашла, писало је ’истина’, ’сумња’ и ’лаж’. Свако увек каже како је Арон на другом питању психопата. Тако да, то није његова кривица.”
На додели награде Бафта за видео-игре 2012. године, игрица L.A. Noire је победила у категорији за Најбољи оригинални албум, а била је номинована и у седам других категорија.

### Продаја
На дан изласка игре у САД, акције у Тејк-ту интерактиву — родитељској компанији Рокстар гејмса — скочиле су за 7,75% тај дан; ово је била максимална вредност у последње три године рада компаније. Скок је приписан позитивним рецензијама које је тада примао L.A. Noire. У последњим доступним извештајима из фебруара 2012. године, игрица је испоручена у скоро 5 милиона копија.
Према Ен-Пи-Ди групу, L.A. Noire је била најпродаванија игра у Сједињеним Државама маја 2011. године, са 899.000 копија за PlayStation 3 и Xbox 360.
L.A. Noire постаје најпродаванија игра и у Уједињеном Краљевству те „најбрже продајућа нова интелектуална својина” у овој држави (игра је држала рекорд све до изласка Watch Dogs, 2014. године). На врху табеле у УК L.A. Noire се задржао три недеље. У Аустралији, продавнице видео-игрица у великим градовима објављивале су да ће игра нестати са тржишта у року од једне недеље. L.A. Noire је у Јапану дебитовао 4—10. јула и продао укупно 71.057 јединица за PlayStation 3 и Xbox 360; PlayStation 3 верзија попела се на врх табеле, са укупно продатих 58.436 јединица, док је Xbox 360 распродао 12.621 јединицу.

## Могући наставак
Макнамара је 22. маја 2011. године изјавио да би наставак на L.A. Noire захтевао мање од пет година за развој пошто технологија већ постоји. Такође је рекао како размишљају о коришћењу „Мошонскен” технологије за снимање целог тела а не само лица. Исте недеље, на конференцији за позивање инвеститора, извршни директор Тејк-ту интерактива Страус Зелник рекао је да је L.A. Noire био „веома успешно издање” и да „постоји разлог зашто веровати да је L.A. Noire друга јака франшиза за ову компанију”. Поновио је да компанија „види L.A. Noire као снажну нову франшизу”.
Током инвеститорског позива новембра 2011. године, Зелник је поново истакао важност ове игрице за Тејк-ту, изјавивши да је игра „постала важна франшиза за компанију”. Рекао је како је игра била „најуспешније ново издање” за Тејк-ту у протеклој фискалној години и да је постала кључно својство у портфолију извештаја за ту годину. Новембра 2011. године објављено је да би следећа игра Макнамаре требало да носи име Whore of the Orient (срп. досл. „курва Оријента”), а игра се описивала као „једна од највећих неиспричаних прича 20. века”. Требало је да је изда Кеј-Ем-Ем студиос, али је јуна 2016. године потврђено отказивање целог пројекта.
Рокстар гејмс је 13. фебруара 2012. године одговорио на бројна питања фанова о игрицама које ова компанија производи, укључујући и питања везано за будућност франшизе L.A. Noire. Рокстар је изјавио да „узима у обзир оно што би будућност могла да чува за L.A. Noire као серију”, додајући како се они „не залећу увек у прављење наставака”. Такође су објавили да се додатни садржаји за преузимање или други додатни садржаји за тренутно издање неће развијати. Марта 2013. године, један од главних чланова Тејк-ту интерактив тима Карл Салтоф открио је како компанија има веома много необјављених наслова у развоју и поменуо да је франшиза L.A. Noire важна за компанију.